# Somme-Suippe
Somme-Suippe är en kommun i departementet Marne i regionen Grand Est (tidigare regionen Champagne-Ardenne) i nordöstra Frankrike. Kommunen ligger i kantonen Suippes som tillhör arrondissementet Châlons-en-Champagne. År 2022 hade Somme-Suippe 511 invånare.

## Befolkningsutveckling
Antalet invånare i kommunen Somme-Suippe
| Referens: INSEE |